# シティーハンター
『シティーハンター』（CITY HUNTER）は、北条司による日本の漫画、およびそれを原作としたアニメ、映画などのメディアミックス作品。本項目では原作の漫画作品を中心に、これに関連する作品全般について述べる。

## 概要
読切として描かれ好評であった『シティーハンター -XYZ-』、『シティーハンター -ダブルエッジ-』（後述）を元に『週刊少年ジャンプ』（集英社刊）誌上において1985年13号から1991年50号にかけて連載。前作『キャッツ♥アイ』に続く北条司2作目となる連載作品。
単行本はジャンプ・コミックスより全35巻。1996年から1997年にかけて文庫版が全18巻で発売されている。また、2004年から2005年にかけては『CITY HUNTER COMPLETE EDITION』として完全版が徳間書店より全32+3 (X,Y,Z) 巻で発売（X・Y巻はイラスト集、Z巻は読切版等を収録）。完全版では未収録ページ（扉絵など）の復活収録やカラーページの再現、加筆修正などが行われている。2020年12月時点で単行本の累計発行部数は5000万部を突破している。
東京・新宿で殺し・ボディーガード・探偵等を請け負うスイーパー「シティーハンター」の活躍を描くハードボイルドコメディ。現代劇として描かれたため、連載時の1980年代後半が舞台であり「シティーハンターが美人の依頼人から仕事を受け、その依頼を数話をかけてこなす。」というのが基本構成となっている。全体を通しての伏線などはあるものの依頼人・仕事の内容はその都度異なり、問題を解決した依頼人は原則として再登場せず各依頼の繋がりもない。
2015年には連載開始30周年を迎え、それを記念した『CITY HUNTER 30周年プロジェクト』でさまざまな企画が行われた。また、7月から『CITY HUNTER -XYZ Edition-』（全12巻）が刊行され、これに合わせて制作された新作アニメ「獠のプロポーズ」が『CITY HUNTER -XYZ Edition-』全巻購入特典のDVDに収録された。
2025年2月26日、連載開始から40周年を迎えたことを記念し、『「シティーハンター」40周年プロジェクト』の始動を発表。また同日をシティーハンターの日として一般社団法人日本記念日協会に記念日登録されたことが発表された。

## 制作
ジャンプ1980年代を担ったヒット作だが、少年誌への掲載としては内容がかなり大人向きのため、単行本の売上とは裏腹に誌面での人気はさほど高くなかった。特に連載初期は、正統派ハードボイルド色が極めて濃かったために人気が振るわなかった。
このため、テコ入れという形でもう少し明るい作風にするという目的で、「もっこりとかやっちゃったら？」という初代担当編集者の堀江信彦からのアドバイスを北条が真に受け、本当にもっこりを描いたことがきっかけで作風自体がコメディ色を色濃くしていき結果的に人気作品へとなっていった。
その後も担当編集者のサポートで連載は続けられたが、1990年代に入ると集英社社内でお家騒動が発生したため週刊少年ジャンプ編集部内の混乱が続き、本作の執筆に支障をきたす。堀江の指名で佐々木尚が後任を担当した後に垣内克彦が引き継ぐが、編集部との関係が極端に悪化。最終的には突然4週後の連載終了を通告されて終了した。
連載終了が急遽決定した際、期間的な問題により中途半端な形で終了したため、後味が悪くならないように作者の意向によりコミックスに30ページ程度の加筆がされた話が収録された。また、このことが北条に本作を描き切っていないという強い思いを与え、後のリメイク作品『エンジェル・ハート (A.H.)』が誕生する原因となる。
本作ではヒロインであるボーイッシュな槇村香が「男受けするキャラではない」という判断から、毎回男受けする「美女」を登場させていた。多数登場する美女の顔の書き分けは、読者の求める「北条美人」を外さないようにという配慮から一切行わなかったと言う。

## あらすじ
欲望渦巻く大都市の東京・新宿。主人公の冴羽獠は、元刑事の槇村秀幸と共に依頼人の要望により、表社会では処理できない問題を始末する「スイーパー」という仕事をしている。しかし槇村は、麻薬「エンジェルダスト」を仕切る国際的犯罪組織「ユニオン・テオーペ」の依頼を断ったため殺害されてしまう。
その後、獠は槇村の血のつながらない妹である槇村香を仕事上のパートナーとし、主に美女からの様々な難しい依頼を受け、依頼者の美女に夜這いを狙っては香にハンマーで殴られながらも、着実に依頼を処理していく。

## 主な登場人物
声は各メディアミックス作品共通の担当声優。演は実写作品での俳優で、「宝」は宝塚歌劇団、「N」はNetflixオリジナル映画版を指す。

### シティーハンター
冴羽 獠（さえば りょう）
声 - 神谷明
演 - 彩風咲奈（宝） / 鈴木亮平（N）
本作の主人公。自称二十歳の青年（実年齢は不明）。スイーパー（sweeper：始末屋）で、裏の世界でNo.1と呼ばれる程の腕を持つ。同時に無類の女好きで、美女絡みか「心が震えた時」しか依頼を受けない。肩書は冴羽商事取締役社長。
槇村 香（まきむら かおり）
声 - 伊倉一恵
演 - 朝月希和（宝） / 森田望智（N）
本作のヒロイン。獠の親友・槇村秀幸の義妹で、警察官だった秀幸の父親が追跡中に事故死させた殺人犯の娘である。身寄りの無い赤ん坊だった香を秀幸の父親が連れ帰ったことから妹となる。兄が麻薬組織に殺害されたことを機に獠の新たな相棒となる。義兄・秀幸は生前、彼女と血が繋がっていないことを知らせなかったが、彼女自身は中学生の時に自分が槇村家の養子だということを知る。くせっ毛のため常にショートヘアにしておりボーイッシュな装いだが、実際は相当な美人である。獠は唯一もっこりしない女性と呼んでいる。劇中では依頼人に手を出す獠に100tハンマーで殴るなどの「天誅」を加えるのが定番。
「香」という名前は、北条の担当編集者・堀江信彦の当時生まれたばかりであった娘の名前から付けられた。
槇村 秀幸（まきむら ひでゆき）
声 - 田中秀幸
演 - 綾凰華（宝） / 安藤政信（N）
1956年-1985年。獠の親友で相棒。重度の近眼のため眼鏡（二角眼鏡）を常用している。愛銃はコルト・ローマン MkIII、愛車はマツダ・キャロル（初代）。アニメ版ではセスナの操縦もこなすなど多方面で獠をサポートする。
警察官だった父親の志を受け継いで自らも刑事となる。野上冴子とは刑事時代の相棒であり、彼女に対して彼自身の容貌が冴えないため、「警視庁の月とスッポン」とあだ名されていたが、2人には解決できない事件はないと言われるほどの名コンビであった。また、獠はこのエピソードを語った際「ブサイクだったからな、あいつ（槇村）」と呟いていたが、実際には素顔は端整である。
刑事からシティーハンターへ転身したきっかけは、ある人身売買組織の捜査中に囮捜査官の婦人警官が殉職したことだった。この一件の後に捜査失敗の責任をとって警察を辞め、獠とコンビを組む。普段はとても冷静（獠曰く「冷静すぎるほど冷静」）だが、妹の香のことになると落ち着きを失う。一見冴えない風貌に反してかなりの腕利きだったが、全米を牛耳る巨大麻薬シンジケート「ユニオン・テオーペ」の日本進出に伴う事件に巻き込まれ、その組織の手によって作品の序盤でエンジェルダストを打たれたチンピラに襲撃されて致命傷を負う。満身創痍の状態で獠の前に現れ、香の誕生日に渡すはずだった指輪を獠に託し「香を頼む…」と告げて息を引き取る。原作者の北条曰く「槇村は、獠と香がコンビを組むまでに何があったかを描くため、最初から死ぬ前提で登場させた『ぽっと出』の人物」なため、登場は序盤のみであったがファンは多く、その後の物語を通してその存在感の大きさを感じさせた重要人物。
名前は、アニメ版で槇村を演じた声優の田中秀幸から付けられた。
原作ではいつ頃コンビを組んだのかや経緯などは不明だが、アニメ「91」の12話では獠が冴子や秀幸と知り合った経緯が描かれている。また、『2』の27話では、海坊主とも生前顔見知りだったことが語られている。
アニメでは『無印』第5話で、「ユニオン・テオーペ」の下部組織である「赤いペガサス」に雇われた殺し屋・ジェネラルが右腕に仕込んだ銃で撃たれ、致命傷を負う。原作と同様、満身創痍の状態で現れ香に渡すはずだった指輪を獠に託し、最期は「黒い右手に、気を付けろ…。」と告げて息を引き取った。 2023年公開の映画『劇場版シティーハンター 天使の涙』では、テレビアニメ版を踏襲した上で、彼の死にエンジェルダストが関与するという原作準拠の流れで物語が展開する。また、回想シーンとして冴子とコンビを組んでいた頃のことが少し語られる。
2024年の実写映画版では、年齢が36歳に設定されている。また、実父の名前が「槇村伸幸」であることも判明する。
ミック・エンジェル
声 - 成田剣（ドラマCD版）
演 - 朝美絢（宝）
アメリカNo.1のスイーパー。獠のアメリカでの相棒で、元々は二人でコンビを組んだ際のコードネームが「シティーハンター」だった。獠と同様に女好きだが、金銭の約束さえつけば恋人ですら殺すと言われるほどドライ。殺しのターゲットに恋人がいる際は、その恋人を自分のものにしてからでなければ殺しの仕事に入らないというポリシーを持っている。これは、ターゲットが死んだあとに残された恋人に悲しい思いをさせないためだと本人は述べているが、これを理由に恋人のいる女性に手を出したがる自分の性癖を正当化しているフシがある。獠と会う時は、互いの銃の弾が切れるまで撃ち合いを繰り広げるということを挨拶代わりにしている。愛銃はデザートイーグル。
日本に獠を殺す依頼を受けて来日するもターゲットの相棒である香をおとせず本気で惚れこんだ為、結局依頼を果たせず依頼主であるユニオン・テオーペの怒りを買い、帰国の途についていた飛行機もろとも爆破され消息不明となる。その後海原が瀕死のミックに新型のエンジェルダストを投与したことで怪物的なパワーを得て理性を失った残虐なユニオンの番人となって再登場した。ユニオンとの最後の戦いでは海坊主を赤子の手をひねるかのごとく打ち倒すも香の活躍によって我に返り、組織のボスである海原を倒そうと突撃して端末に手を突き刺したことで感電し、重度の火傷を手に負う。教授の自宅で奇跡的な回復を遂げるもスイーパーとして致命的な“引き金を引けない”事態を知って愕然となる。復帰後「本家シティーハンター」を名乗り手首に仕込んだダーツを武器として使うも、拳銃を使えないことから一時的な“パートナー”となった香を敵にさらわれ、自身がスイーパーとしてやっていけないことを完全に思い知らされる。その後、療養中に知り合い献身的な看病を務めた名取かずえ（教授の助手）と恋仲となり、新聞記者として二人の新たな生活を始める。
獠の前歴を語る上で重要な人物の一人であるが、初登場から1年も満たないうちに急遽連載終了が決定したため登場シーンは少ない。また、テレビアニメではユニオン・テオーペ及びエンジェルダストに絡むエピソードがまったく描かれなかったため、ミックの登場シーンはなかった。

### 喫茶キャッツアイ
伊集院 隼人（いじゅういん はやと）
声 - 玄田哲章
演 - 縣千（宝） / マフィア梶田（N）
通称・海坊主またはファルコン。2mを優に超える筋骨隆々の大男で、スキンヘッドとサングラスが特徴。日本人の元傭兵であり、獠と互角の凄腕を持つ同業者。後に喫茶キャッツアイの店主となる。スイーパーとしては獠とは基本的に敵対関係にあったようだが、日本での仕事（作中）では獠と手を組むことが多かった。獠とは悪友（親友？）のような間柄になるが、スイーパーのプライドをかけて命がけの決闘を行う局面もあった。獠とはよくケンカになるが、その一方で「獠は、俺たち以上に真面目な奴だ」とも評している。傭兵時代に中米のある国で政府側について参戦していたが、その時に戦場でゲリラ側にいてエンジェルダストを打たれて獠と対峙した。その際に獠から眼に傷を負わされたことで弱視となり、それ以降屋外ではサングラスを手放せなくなった。最終的にはストーリー後半で傷が更に悪化し、完全に失明している。だがスイーパーとしては勿論、日常生活においても支障が出ている様子は一切無く、車の運転まで平然とこなしている。バズーカや機関銃などの重火器（M60など）を好んで扱い、トラップの名手でもある。寡黙な男で、女性や猫（特に子猫）が苦手。猫嫌いについては本人曰く、鳴き声だけでなく人間が鳴き声を真似た程度のものでも聞くと力が抜けて失神するというが、猫に好かれる傾向が強い。女性や美樹に対してはゆでたタコのように真っ赤になるというお茶目な一面がある。また「海坊主」は獠が「『伊集院隼人』という本名が似合わない外見」という理由でつけたニックネームであり、裏の世界では通称で呼ばれており誰も本名を呼ばず、妻である美樹ですら「ファルコン」と呼ぶ。彼の元上官の娘で、バイオリニストの氷室真希に「伊集院さん」と呼ばれた際には「その名はやめろ、照れる。海坊主でいい」と赤面するなど本名を（特に女性に）言われることは恥ずかしがる様子を見せる。
傭兵となって裏社会へ入った詳細な経緯や家族関係等の素性などは語られていない。38口径程度の銃では筋肉を貫通させることは不可能で、体内にめり込んだ弾丸を全身の筋肉に力を入れた際の収縮作用だけで体外に排出している。スイーパーとしての総合的な実力は獠とほぼ互角で、その体格と筋肉に違わずスピード面では獠に割合譲る部分もあるが、パワー面においては獠を大きく上回っている。また視力にハンデを抱える分、感覚は人並外れており、気配だけで敵の人数を正確に把握して暗闇での狙撃も朝飯前にこなす。ただし巷の評判では裏の世界のナンバー1は獠と言われているらしく、それは世間に見る目が無いだけだと本人は豪語していた。
前述のエンジェルダストを打たれた獠の襲撃によって両目を傷負いにされた上、彼自身が率いていた部隊の兵士を皆殺しにされたことから、かつては獠を強く恨んでいた。しかし、獠の元相棒だったマリィーから、あの時の獠がエンジェルダストを打たれたために正気ではなかったことを初めて聞かされ、獠が正気を失っていたことに気付けなかった自分自身に後悔の念を滲ませ、これを機に獠とは完全に和解することとなる。
愛車はトヨタランドクルーザー60、フォードの4WD（彼の性格や体格に合う車はこれぐらい）。愛銃はS&W M629。
美樹（みき）
声 - 小山茉美 / 伊藤美紀（百万ドルの陰謀、ベイシティウォーズ）
演 - 星南のぞみ（宝）
海坊主の相棒で、美人スイーパー。苗字は不明だが原作の最後で海坊主と結婚した。均整の取れた体格を持つ。1月15日生まれ。後に海坊主と共に喫茶キャッツアイの切り盛りをする。元々日本人だったが内戦国で両親を失って孤児になった所を海坊主に育てられ、現地で身を守る術を教わるも彼女が海坊主の傭兵部隊に本格的に加わると言い出した時、海坊主は彼女を戦場から遠ざけて普通の女性としての人生に戻すために嘘をつき彼女を置き去りにした。海坊主と結婚することを夢見て彼を追い続け、日本へ帰国して海坊主の前に再び現れる。育てられた現地ではその後も頻発した内戦を海坊主から守られつつも教わった技術を使って必死に潜り抜ける経験を積んでおり、磨かれた腕は一流である。特技は催眠術で自己催眠を行った他、獠に頼まれて依頼人が催眠状態であることを突き止めたことがある。獠の力添えもあって海坊主と共に喫茶店を切り盛りするようになり、そこに獠が入り浸るようになるが、そんな獠への香のハンマー攻撃に巻き込まれてよく店内を破壊されていた。
二人の関係は、海坊主が失明することとなった「墓場の決闘編」で転機が訪れる。獠との決闘を終え、ほとんど失明状態にあった海坊主は「命拾いしたが、俺の目はもうダメだ」「俺のことなど、もう見切りをつける気になっただろう」と嘯くが、この発言に激怒して海坊主の顔面を殴り「あなたに何かあったからって、バラバラになれる二人じゃないのよ！」「あたしたちは一心同体のはずだから、パートナーになったんじゃない！」と叫び、涙ながらに海坊主に抱き着いて「もう二度と、そんなことを言わないで…」「死ぬときは一緒よ…」と真っ直ぐな思いをぶつけ、最後には彼女の念願が海坊主に受け入れられた。また、一度窮地に立たされた海坊主を救うため、変装して平山希美子の名で獠に海坊主救援を要請した。その際、獠には正体が最後までバレなかった。単行本35巻では海坊主と結婚式を挙げる最中に撃たれるが、教授の手術により一命を取り留める。愛銃はコルト・KING COBRA。
獠のことは「冴羽さん」と呼んでいるが、『劇場版シティーハンター 新宿プライベート・アイズ』では直接獠に名前で呼びかける場面はないものの「獠」と言っている。
麻生 かすみ（あそう かすみ）
声 - 冨永みーな
演 - 羽織夕夏（宝）
通称 怪盗305号。麻生家は代々泥棒請負業の家系。丸顔で額が広い童顔のため、実年齢よりもやや幼い印象を受けるが、顔立ち自体は清楚である。スリーサイズは香より上。獠とは高校生の時、警察に追われている所に遭遇する。この時レオタード姿ですばしこく跳びながら警察の追及をかわしていたため、「空跳ぶオシリ」と呼ばれる。依頼人として制服姿で獠の前に最初に現れた時は、眼鏡をかけていたが、二度目の依頼をした際には大学生となっており、髪型も変わり、眼鏡はかけなくなった。
獠との関係は、余命幾許もないとある老花師が育てた黒いチューリップが、超常現象研究家の不律乱寓（ふりつ・らんぐう）に奪われたため、これを奪い返すべく協力を依頼したことに始まる。その後、成人し一族の掟により、祖母の麻生やよいから許婚の麻生崇司との結婚を迫られ、この掟を逃れようと獠にニセ恋人を演じてもらいたいと再び依頼する。獠は、崇司の強力な催眠術でもっこり出来なくなりつつも、「持ち主の命より大切なものは決して盗んではいけない。」という麻生一族の家業心を理解して、崇司との勝負に勝利する。また、獠はやよいに対しても、婚約の掟でやよい自身が背負った過去の悲しみを見抜き、かつて破れた恋の橋渡しを演じた上で、同じ悲しみを孫にまで背負わせないよう説いたことで、婚約の掟から解放された。しかし、獠に心を奪われたことをやよいに指摘され、「冴羽の心を盗むまでは、一族の元に帰ってはならぬ」と宣告された。これを機に、海坊主の喫茶キャッツアイを住み込みで手伝いながら、獠の心を奪うべく虎視眈々と機会を狙うほか、同じく獠に心を寄せる麗香と時に共闘しながらも、獠を巡って競う。
メインキャストで唯一獠に「二度」仕事の依頼をしており、かつ純粋な依頼人からレギュラーに昇格したキャラクター。誕生日は美樹と同じで、原作では1969年1月15日生まれ。シティーハンターのメインキャストでは数少ない誕生日が明確になっているキャラクター。なお、レオタード姿は作者の前作である『キャッツ♥アイ』の主人公と似ており、作者の北条もそれを認めている。

### 野上一家
野上 冴子（のがみ さえこ）
声 - 麻上洋子（現：一龍斎春水）
演 - 彩みちる（宝） / 木村文乃（N）
「警視庁の女狐」と呼ばれる妖艶な美人刑事であり、鼻筋が通った品のいい顔立ちをしている。父親は警視総監で、彼女自身は五人姉妹の長女である。槇村秀幸とは彼が刑事だった時の同僚で獠とも長い付き合いであり、色香でつっては危険な仕事を押し付けていた。自らも腕が立ち、服の下に隠している投げナイフを自在に操る。「自分より弱い男には興味がない」と言って相手の腕を試し、父の用意した見合い話を何度もぶち壊しにするなど、男を寄せ付けない仕事一筋ぶりだが、以前は生前同僚だった槇村と獠を交えた三角関係にあり、いずれかを選ぼうかとしていた。だが、その矢先に槇村が亡くなったことによって、心中に槇村へのこだわりが強く残った。獠に対してあまり気のないような態度をとることもあるが、香には密かに自分が槇村へのこだわりが消えたら、また獠と香と自分との三角関係になるかもしれないという言動を残している。本来は左利きのようだが、右手でも銃を撃ち命中させられるスイッチハンダー。バストは87cm。愛銃はニューナンブM60（警察の備品の改造）。愛車は赤のポルシェ･930ターボ(新宿 33 そ 60-03、劇場版では練馬 33 さ 60-03)で、A級ライセンスを持つほどのドライビングテクニックを持つ。下着はオーダーメイドであり、このことで獠と冴子が香に隠れて密会していたことがバレて、獠は天誅を受けたことがある。獠には「一発、もっこり」の借りがあるが、いざ冴子が体を許す気になったところ、獠は槇村への後ろめたさから逃げ出した。頭脳明晰で刑事としての捜査能力も高く、獠から皮肉られる程に抜け目のない切れ者だが、その一方で獠など他者の珍妙な言動に振り回された挙句、間抜けな事態に遭わされてコミカルな表情を見せる事も少なくない。
強みや武器となるものは何でも活用するなど、非常に強かだが、テレビスペシャル『ザ・シークレット・サービス』では「若い頃は、父に反発してがむしゃらに仕事をしていた」と獠に話している。それを裏付けるように、槇村と組んでいた頃はやる気が空回りする場面も見られ、『劇場版シティーハンター 天使の涙』では、容疑者から自白を取れないことに苛立ち、槇村に窘められる場面がある。しおらしさを見せることもあり、アニメオリジナルエピソードである『'91』の第11話では、かつて恋心を抱いていたインターポールの捜査官が捜査の過程で殉職する事態に直面し、事件解決後のエピローグでは獠に「ハンカチを忘れちゃった。あなたの胸で泣かせてくれる？」と頼む。獠を手玉に取る場面が多い一方で、『天使の涙』では獠がこの先避けて通れない戦いに挑むことを悟り、獠の身を案じていた。
作者の次作『こもれ陽の下で…』においては、主人公達のクラスメートとして名前だけが登場している。
野上 麗香（のがみ れいか）
声 - 鷹森淑乃
演 - 希良々うみ（宝）
冴子の妹で五人姉妹の次女。職業は私立探偵で、獠のマンションの隣のビルに事務所を構える「RN探偵社」の責任者であり、元は刑事だった。美人だが冴子とはあまり似ておらず、冴子よりも割と華やかである。顔の特徴は、眉毛と目の感覚が広い上に、顎が細く小さい。
刑事時代、上司で相棒でもあった友村が飲酒運転による事故で死亡するが、生前の彼は暴力団と癒着関係にある警察関係者を調べており、それがもとで口を封じられたと察知。真相を掴むために刑事を辞めて私立探偵に転身する。意地っ張りで図々しく、また宵越しの金は持たない、好き嫌いで人と仕事を選ばない、男嫌い、人を信用しないなど自分なりの主義主張が強いが、その一方で正義感は強く、友村の冤罪を晴らすべく真犯人を探し出そうとした時はわざと標的になることも厭わないほどの芯の強さもある。
獠のことは、あくまで利用するための存在としか考えていなかったが、次第に獠に惚れ込み、獠と結婚して夫婦探偵になる夢を持ったため、友村の一件が解決した後に、冴子が警官復帰の話を持ってきたにも関わらず、これを断って新宿に留まる。バストは88cm、Cカップ。愛銃はコルト・ウッズマン、COP357。冴子ほど「男を利用する」ことは考えておらず、物腰も姉より柔らかい。
女性キャラクターでは唯一香の突っ込みの餌食を受けている。また、香や冴子と同様に嫉妬を感じるとハンマーを時々出すが、当たることはまずない。
香とは恋敵であり、お互いに獠が好きなため敵視をしているが、獠本人が香の方を意識していることに加え、野上姉妹にトラウマがあることから基本的に相手にされることはない。
初登場（1987年夏）の時点で24歳。原作後期では、高校時代の親友である女性医師を依頼人として獠に紹介する。
アニメでは、香が暗殺者・銀狐と直接対決を繰り広げるエピソードにも登場しており、原作における名取かずえの役割を担う。
野上 唯香（のがみ ゆか）
宝 - 有栖妃華
冴子と麗香の妹で、五人姉妹の三女。「北野ユカ」のペンネームで活動する高校生探偵小説作家でもあり、冴子をモデルにした小説はベストセラーになった。観察力や洞察力に長けている。
野上警視総監
声 - 亀井三郎（91）→有本欽隆（スペシャル版）
演 - 奏乃はると（宝）
冴子、麗香ら5人姉妹の父親。親バカなところがあり、よく縁談を持ちかけてくる。

### その他・獠と香の関係者
教授（きょうじゅ）
声 - 茶風林（新宿プライベート・アイズ）
演 - 橘幸（宝）
世界中の情報を覗ける老人。獠のゲリラ時代の軍医でもあり、手術の腕は超一流。獠の過去を知る数少ない人物の1人で、獠は彼に敬語を使って話し、彼自身は獠を「ベビーフェイス」と呼んでいる。かつてエンジェルダストの禁断症状により生死の境をさまよっていた獠の治療・リハビリも担当していた。また、獠の相談相手でもあると同時に獠のもっこりの師匠であり、自身ももっこりスケベで気絶していてもお尻を触ってくる。原作では、香がハンマー攻撃を最初に食らわせた人物である。
原作後半の非アニメ化エピソードでは、エンジェルダストの禁断症状により瀕死の状態になったミックの治療にあたり、最終エピソードでは、結婚式の最中に銃撃されて重傷を負った美樹の手術も行っている。テレビアニメには登場しなかったが、『劇場版シティーハンター 新宿プライベート・アイズ』でアニメ作品に初登場。
名取 かずえ（なとり かずえ）
声 - 山本百合子
演 - 華蓮エミリ（宝）
元はT大研究室に籍をおいた博学な免疫学者で、才色兼備な女性。かつての恋人が医薬品会社・喜多川産業の指示で兵器となることを知らず殺人バチの開発をし、それに気づいて解毒剤の開発をしたことから口封じで殺害されたため、彼の遺志を継いで解毒剤を開発すべく単身で喜多川産業に乗り込んだ際に帰り途に獠に助けられる。彼の協力を得て喜多川産業の殺人バチの開発を阻止させた。この時、秘かにくすねた殺人バチ数匹を瓶に入れていた獠は、喜多川たちを密室に閉じ込めた状態で殺人バチを開放し、喜多川親子や手下たちはこのハチに刺されることになる。解毒剤を投与されたことで死は免れたが、副作用によりもっこり不能の状態にされた。アメリカの研究所から誘いが来ていたが、獠に心を寄せるようになったため、彼の師である教授の元でアシスタントとなり接近を試みるものの、香との関係に入り込む余地がないと知りやがて諦める。その後4年ほど登場しなかったが、獠のかつてのパートナー・ミックがエンジェルダストに侵されて教授の元に運ばれてきた時、彼のリハビリを手伝った過程で互いに心を通わせるようになった。
アニメでは『1』の第23話で登場。原作の喜多川産業にあたる与太川産業に上述の経緯で乗り込み、原作と同様に獠達の協力を経て恋人の無念を晴らす。その後アニメ作品には一切登場しなかったが、『劇場版シティーハンター 新宿プライベート・アイズ』に教授のアシスタントとして再登場する。
マリィー
声 - 高坂真琴
獠がアメリカにいた頃に、彼のパートナー兼アシスタントを務めていた女性で、落ち着いた雰囲気のクールな美女。裏の世界では「ブラッディ・マリィー」の名で知られるスイーパー。父親は、元反政府ゲリラ兵にして獠を戦士として育て上げた人物で、獠の初代相棒であり、父の死後は彼女自らがその役割を引き継いだ。スイーパー業を引退してからは、「ローズマリィー・ムーン」の名でアメリカのトップモデルとなるが、今の成功への機会を与えてくれた婚約者エリックが何者かに誘拐され、その犯人からの指示で獠の殺害を試みるようになる。様々な方法を駆使するも、どうしても獠を殺すことが出来なかったため、拳銃で自殺しようとするが、駆け付けた海坊主に制止される。急な来日に疑問を抱いた獠は、海坊主への依頼でエリックの居場所を突き止めると同時に、犯人の正体がムンセト公国の情報部長官だったデビット・クライブであることも突き止める。一人で乗り込もうとしてこっそりついてきた香と共に戦い、獠と海坊主の協力を経てエリックを救出する。エピローグでは、自身が一緒にいたのでは今回のようなことが繰り返されると思い去ろうとするが、最終的には香に励まされてエリックと共に生きる決意をし、2人でアメリカに帰って行った。その際、原作ではモデルとしてのローズマリィー・ムーンはクライブによる誘拐殺人で亡くなったと獠が手を回した。その後、ユニオン・テオーペとの全面抗争の際に再登場した。
名前はカクテルの一種、Bloody Maryが由来である。名前の通りブラッディ・マリーのカクテルを好む。
モデルをやっているだけあってスタイルはよい。獠によれば、24歳ということになっているものの実年齢はもっと上とのこと。
ソニア・フィールド
声 - 松本梨香
獠のかつてのパートナーであるケニー・フィールドの一人娘で、アニメでは『'91』の第8話、第9話で登場する。容貌は美しく、かなりの長身で白人的な濃い顔をしている。また、日本語が苦手なのか、「人質」を「質札」と真顔で言い間違える場面が見られる。
元々は獠を兄のように慕っていたが、6年前にケニーの知人から「ケニーは冴羽獠に殺された」と聞かされたことで、獠を仇として狙い裏の世界に入るも、獠を倒すまでの力は得られず、海坊主に獠の抹殺を依頼する。
決闘当日、海坊主の反対を押し切って独断で香を人質に取った上、決闘の場で「獠が海坊主に勝ったら香を開放する。」約束を反故にして香を撃とうとしたため、これに激怒した美樹に銃を弾き落とされ、獠はケニーの方から決闘を挑まれて彼を殺してしまった事や、獠に決闘を挑んだ理由が彼女自身の命を守るためだったと美樹から聞かされる（後述）。すぐにはそれを信じられなかったものの、「俺に何があっても獠を信じろ。」とケニーに言われていたことを思い出し、真実だと悟る。急いで海坊主のもとへ向かい、獠殺しの依頼を取り消すことですぐに決闘をやめるよう頼むが、海坊主には「それは出来ない」と断られ、獠と海坊主が危うく本当に殺し合う寸前まで行ったが、最終的に引き分けで幕を閉じた。
全てが終わった後、自分の行いを心の底から悔い、1人帰国しようとするが、香に呼び止められる。決闘の一件でパートナーとしての自信を失っていた香から「このまま私がいたら獠は死ぬかもしれない」と打ち明けられると、「あなたがそんなことを言ったら、あたしはいったいどうなるのよ！」と怒り、「酷い事ばかりしたけれど、それであなたたちが素晴らしいパートナー同士だとわかった」と話し、獠のパートナーにふさわしいのは香だけと告げる。獠には、裏の世界から離れて真っ当に生きることを約束して帰国した。
アニメ版は若干展開が異なり、墓場での決闘後に「獠もファルコンも、いいパートナーを持って幸せね」と告げて立ち去り、そのまま帰国したため、決闘翌日の公園での香とのやり取りの件はなくなっている。獠は去って行く彼女の後姿を見ながら「これでいいんだ。これからソニアは、別の世界で暮らすんだ…」と呟いて見送った。
ケニー・フィールド
声 - 柴田秀勝
ソニアの父親で、獠がアメリカにいた頃に組んでいた相棒。故人であり、アニメでは『'91』の第8話と第9話の回想シーンに登場する。
アメリカナンバーワンのバウンティハンターとして名をはせた男であり、右目は隻眼となっている。獠とは家族同然の間柄でもあり、前述の通りソニアもまた、獠を兄のように慕っていた。しかし、ある犯罪シンジケートに獠の抹殺を依頼された上、「拒否すれば娘を殺す。」と脅迫されたため、ソニアを守るには自分が死ぬしかないと考え、「自分から獠に決闘を挑み、獠に殺される」という筋書きを立ててこれを実行する。「お前のような若造にナンバーワンを奪われることは我慢ならない」と言い放って獠を困惑させ、自分と決闘することを強要し、決闘の末獠に撃たれ致命傷を負った事で自分の死を悟り、ここで初めて獠にすべての真相を明かした。死に際「ソニアには、事故で死んだと伝えてくれ」という遺言を託し「俺は死ぬことでしか、ソニアを守れなかった情けない父親だ…」という無念の思いを述べて息を引き取った。
決闘を強要されたということや、その背景を考えれば避けられない事であったとはいえ、獠は自らの手で相棒を撃ち殺すこととなり、この出来事は獠の心に深い傷を残してしまった。また、公式スピンオフ『今日からCITY HUNTER』では、この犯罪組織が獠によって壊滅させられたことが明かされるが、この時の獠は復讐鬼そのものと言える苛烈さを見せていた。
北原絵梨子（きたはら えりこ）
声 - 篠原恵美
香の高校時代の親友で厚化粧でおかっぱ頭。北原エリ名義で有名デザイナーとして活動しており、頭の中はデザインのことしかない。またモデルとしての活動経験もあり、ファッションセンスが低い人を嫌う傾向にあり厳しい態度を取るが、自分が気に入った人物にはファッションセンスのことはお構い無しになる。とあるフィルムに書かれた化学式を水着のデザインに採用したところ、そのデザインが周囲の評判となる。しかしそのフィルムは化学兵器開発のために作られたものであったため、狙われる羽目になった。獠らの尽力も会って事件は解決したが、結局その水着のデザインは使用できなくなった。
事件後、香にかつらをかぶらせて獠とデートさせた（「都会のシンデレラ」）。
ミック帰国の朝に香が話した、香の高校生時代の獠との初対面（1巻よりも前）の回想エピソードにわずかながら登場している。この頃からデザインのことしか考えていなかった模様。
北尾裕貴（きたお ひろたか）
宝 - 眞ノ宮るい
刑事であり、階級は警部補。槇村秀幸に瓜二つだが、槇村と比べると肩幅が少し狭く華奢である。表面上は大人しそうに見えるが実力はかなり高く、冴子が唯一実力を認めたほど。その一方で、冴子は彼を警戒していた。また、槇村よりも身なりには気を遣っている一方で、家事はあまり得意ではないほか、槇村と比べると女性を相手に気さくに話しかける一面を持つ
本編の6年前に警察官だった兄が、職務中に殺し屋との撃ち合いで殉職したことから、殺し屋という類のものに相当な憎しみを持っており、冷徹な目で見る。そのことを裏付けるかのように、彼が検挙した人物のほとんどは、殺しを生業とする人物であった。当初は、獠を逮捕することに執念を燃やしていたが、一緒に拉致された香の行動に心打たれ、香が獠のパートナーであり“心は同じはず”ということや、獠の言葉を聞くうちに「毒をもって毒を制す。」ことも必要であることや、「法や警察だけが正しいとはいえない」ことを認識して彼の逮捕を諦めた。
上司である野上警視総監にも気に入られており、冴子の婚約者候補の1人としていたが、上記の一件で町を去ったため実際に結婚することはなかった。
アニメ版では登場しないが槇村とは全く異なる容姿で、冴子の婚約者候補という設定がオミットされたオリジナルキャラクター・桑田刑事（声 - 池田秀一）がほぼ同様の立ち位置を担う。
宝塚版では人物設定を大きく変更され、槇村に瓜二つという設定はオミットされている。階級は警視正で、野上警視総監が勝手にお見合いの相手として冴子に勧めるも、冴子はかなり嫌っている。また、ユニオン・テオーペとも間接的に関わりのある悪徳警察官として描かれ、本編では自身の悪事をシティーハンターに擦り付けるが、最終的には全てが露見したことにより失脚し逮捕された。この一件で野上警視総監は、「娘の婿に薦めようと、一瞬でも信じた自分が恥ずかしい」と自身の行為を恥じていた。

### 主な依頼人・保護対象者
岩崎 めぐみ（いわさき めぐみ）
声 - 上田みゆき
医者。プロボクサーで恋人の萩野俊一を殺した稲垣晃二を殺害する依頼を、自身の命を支払う形（彼女自身の生命保険金）で獠に頼む。原作では自身の病と荻野の死を前にしても表面上は比較的落ち着いた人物として描かれているが、アニメでは人物像が若干異なり、前述の状況から自暴自棄に陥り自棄酒をあおる描写がある。
亜月 菜摘（あづき なつみ）
声 - 藤田淑子
原作では2番目、アニメでは最初の依頼者として登場した女性。妹の裕子を殺害した犯人を捜して欲しいと依頼する。獠と最初に会ったトップレスバーで、獠の驚異的な射撃術を目の当たりにする。
清水 美津子（しみず みつこ）
声 - 日髙のり子
読切作品『シティーハンター -XYZ-』のゲストヒロインで、遺伝子工学者。アニメでは『1』の第2話に登場。自殺した父親が偶然発見した伝染性の去勢細菌を軍事目的に転用されないよう、ワクチンを完成させるまでの間は自分を守って欲しいという依頼と、万一敵に捕まった場合は自分を殺して欲しいという2つの依頼をする。
萩尾 直行（はぎお なおゆき）
声 - 清川元夢
国会議員の天地宗造の元運転手。天地が起こした死亡事故の身代わりで偽装自殺をしており、天地たちに本当に死んだと思わせて欲しいと獠に依頼する。家族は、道子という娘がいる。
佐藤 由美子（さとう ゆみこ）
声 - 戸田恵子
ワタベ・プロダクション所属の女優。映画の撮影現場で不審な事故が相次いでいるため、彼女の所属事務所社長である渡辺が獠に警護を依頼する。
片岡 優子（かたおか ゆうこ）
声 - 渡辺菜生子
大学生。世界のトップ企業片岡グループ会長の孫。かつて何者かに誘拐されかけたことがあるものの、一人の若い男に助けられたことがある。その人物は獠にそっくりで、胸に古傷があったという。
氷室 真希（ひむろ まき）
声 - 島本須美
20歳のバイオリニストで、ウィーン音楽祭で最優秀バイオリニスト賞を受賞した若き実力派。父親の剛司（たけし）は元傭兵で、海坊主の元上官だった。
父の死後、父の昔の親友である「ファルコン」と名乗る人物が自分を支援してくれたため、その人を捜して欲しいという記事を掲載させるが、海坊主がシャイなために獠が代わりに彼女と対面する。また、誰かに狙われていることも打ち明け、獠は彼女の警護も担うこととなる。
本エピソードでの事件解決後にウィーンへ留学し、『愛と宿命のマグナム』では近況が少し語られる。
アルマ王女
声 - 小林由利
演 - 夢白あや（宝）
セリジナ公国の王女。獠のもっこりパワーを封じるほどに高貴なオーラの持ち主である。獠の美女好きを事前に調査していた侍女・サリナの計らいにより、彼女自身がサリナとして、サリナがアルマ王女という形で獠に接する。サリナとは姉妹同然のように育った仲でもある。
及川 優希（おいかわ ゆうき）
声 - 高田由美
記憶喪失のスタントマン。その正体はアリナミア王国の王女、ユキグレース。彼女の記憶喪失は、彼女の王位継承を良く思わない輩によって意図的に仕組まれたものであることが後に判明する。

### ユニオン・テオーペ
南米を中心に活動している麻薬組織で、原作の序盤と終盤に登場した本作最大の敵勢力。傭兵を攻撃マシーンに変える麻薬「エンジェルダスト」を開発し、組織の傭兵に投与していた。
テレビアニメ版の監督を長年務めたこだま兼嗣によると、テレビアニメ版では麻薬を描くことが難しかったために制作陣の自主規制によって「エンジェルダスト」はアニメ版に一切登場しない。原作者の北条によると、エンジェルダストを作り出した組織「ユニオン・テオーぺ」と首領の海原の存在がアニメ版では完全に省略される形となっていた。アニメ版では原作の「ユニオン・テオーペ」が新興麻薬組織「赤いペガサス」に置き換えられている。
その後2023年9月に公開された『劇場版シティーハンター 天使の涙（エンジェルダスト）』にて「ユニオン・テオーペ」と首領の海原がアニメ版に初めて登場することになった。これと同時に「赤いペガサス」が「ユニオン・テオーペ」の下部組織であることも明かされている。
「エンジェルダスト」は原作では麻薬として登場しているが、アニメ版では「ナノマシンテクノロジーを用いて人体の能力としてを極限まで引き上げる薬」に設定変更されている。また、アニメ版のエンジェルダストの描写はナノマシンテクノロジーを主体としており、可能な限り麻薬を想起させない演出が施されている。
なお、2019年にフランスで制作された実写映画『シティーハンター THE MOVIE 史上最香のミッション』ではアニメ版に先駆けて「ユニオン・テオーペ」の名前が作中に登場している。
宝塚版でもユニオン・テオーペが登場するが、前述の通り原作では正義感の強い刑事である北尾が、ユニオン・テオーペと繋がりを持つ暴力団から「エンジェルダスト」を購入する悪徳警察官に変えられていたり、アルマ王女に強い忠誠心を持ち、侍女としての務めを忠実に果たすサリナもユニオン・テオーペと内通していた佞臣であるなど、大掛かりな人物設定の変更が加えられている。
なお、宝塚版にはこのユニオン・テオーペと協力関係にある人物にエラン・ダヤンという人物が登場している。宝塚版では、グジャマラ王国という国の王子でアルマ王女の叔父（アルマの父である国王の弟）にあたるが、エラン・ダヤンという名前の人物は、元々原作における冴子が初登場したエピソードの敵役で、ロキシア王国次期後継者の双子の弟として登場していた。また、『エンジェル・ハート』にも、同じ名前の人物が登場した。
海原 神（かいばら しん）/長老（メイヨール）
声 - 堀内賢雄（劇場版）
演 - 夏美よう（宝）
ユニオン・テオーペの首領であり、獠の育ての父。血の繋がりはないものの、どことなく獠と顔つきが似ている。ゲリラ時代に獠を裏切ってエンジェルダストを打ち、洗脳した獠を独断で戦場に送り、当時海坊主が所属していた一部隊を全滅させる。しかしその陰惨な殺害の仕方に恐れをなした上層部によりゲリラ組織を追放された。作品後半ではミックに獠を殺す依頼をする。本来は理想に燃えた善良な人間だったが、戦場の中を生き延びるため狂気に走り今に至る。終盤で獠と対峙し、ミックのペンダントが足に絡まった事で紙一重で獠に敗れ去る。心臓を打ち抜かれて死亡したはずが、その直後に昔の善良さを取り戻し、逃げ場を失った獠を助けることになる。使用拳銃はコルト・アナコンダ。左足はゲリラ時代に獠を助ける時に失っており、義足には高性能の爆弾を積んである。
作者の前作『キャッツ♥アイ』にも同名のキャラが登場するが、同姓同名の別キャラクターである。
2023年公開の『劇場版シティーハンタ― 天使の涙』でアニメ作品に初登場。原作同様「ユニオン・テオーペ」の首領という立場であり、獠を自身の最高傑作と評している。
将軍（ジェネラル）
声 - 納谷六朗
演 - 真那春人（宝）
ユニオン・テオーペの幹部。美しいものを好み醜いものを嫌い、失態を犯した部下は即座に処刑する冷酷非情な性格。サイボーグの如く全身に武器を内蔵しており、右手と一体化したグレネードランチャー装備型のM16を主に使用する。獠によって自身が経営している宝石店や屋敷を荒された揚句（それも一番嫌いな家畜の豚に）、上納金をすべて持っていかれた。それが原因で海原から最後通告を出され、自らエンジェルダストを投与して獠に挑むも劣勢に立たされ事で足に隠したグレネードランチャーから発砲せんとした瞬間、銃弾を撃ち込まれて爆散した。死ぬ間際、獠に「お前は004か」と言われた。
アニメでは麻薬組織「赤いペガサス」に雇われた殺し屋として登場。原作に比べて老けて描かれ、右手は拳銃を仕込んだ義手になっている。槇村を殺害するが、獠との戦いで原作同様の最期を遂げた。
アニメ版シティーハンター2　27話では殺し屋ジェネラルのオマージュであるギルモアが登場した。こちらは赤いペガサスの残党であり、新たに赤いペガサスを立ち上げたとされている。
男爵（バロン）
カジノを預かるユニオン・テオーペの幹部。獠の報復により毒殺される。将軍には「豚（コンチノ）」と見下され、「私は彼に嫌悪の念しか抱かない」と嫌われていた。
シルキークラブの幹部
声 - 加藤治
ユニオン・テオーペの幹部で、名前は不明。「シルキークラブ」を運営する傍ら麻薬の密輸も行い、従業員の女性に麻薬を投与して働かせていた。対立する組織のボスを殺す依頼を槇村秀幸に持ち掛けるが、これを断られる。チンピラの大男にエンジェルダストを投与し、自身の依頼を断った槇村を殺させるが獠によってチンピラは始末され、自身も乗り込んできた獠の報復で頭を撃ち抜かれて殺害される。
依頼内容を聞くため訪れた槇村の身なりをドブネズミと侮辱するが、「ボロは着てても、俺の魂はおたくらみたいに安くない。」と軽くあしらわれる。香のことを調べ上げた上で彼女に危害を加えることを示唆するような発言をした際には「黙れ！」と一喝されたうえで「貴様らが殺し合うのは勝手だ！だが、俺の身内に手を出した時は命はないと思え！」と激昂され、「悪魔に魂を売る気はない。悪魔はドブネズミにも劣る！」と吐き捨てられた。
アニメ版では麻薬組織「赤いペガサス」のボスであり、名前はガルシア。槇村の復讐を誓い「シルキークラブ」に乗り込んできた獠に手下を皆殺しにされ、自身も身に着けていた指輪の反射で獠に居場所を見抜かれた所を撃たれて致命傷を負い、獠には「貴様の汚い指に宝石は似合わないぜ！」と痛罵される。ジェネラルに助けを求めるも「冴羽獠を殺すことが私の仕事。あなたを助けるために雇われたのではない。」と見放されて死亡した。

### 暴力団関係者
竜神 信男（りゅうじん のぶお）
声 - 田中康郎
獠の知人でもある竜神会の会長。獠のことは「冴羽ちゃん」と呼んでいる。計算高く、獠曰く「タヌキ親父」。娘であるさやかにも陰で「タヌキ」と呼ばれている。
竜神 さやか（りゅうじん さやか）
声 - 三田ゆう子
演 - 花束ゆめ（宝）
竜神信男の娘。白泉女子学園の学生で、レディースの頭。スケバンで当初は獠を嫌っていたが、牛次との決闘を見て考えを改める。その後は一転して、獠のアパートに移り住み、偽装殺人の手伝いを行った。
寅吉（とらきち）/タイガー
声 - 鈴木清信
青堅会の会長の息子で、さやかの許婚。ブルーオイスターのヘッド。坊主頭で極端に身長が低く、シークレットブーツを履いていたが、それでも小さいことに変わりはないため、獠達から馬鹿にされていた。またスキンヘッドのため、さやかから「バカタコ｣、｢スダコ」呼ばわりされた。｢二代目」や、｢牛次」といった古典的な呼び方を嫌う。
牛次（ぎゅうじ）/バッファロー
声 - 笹岡繁蔵
ブルーオイスターの一員。いかつい外見だがあっさりと獠に倒された。見かけによらず気弱。
ドラゴン
ブルーオイスターの一員。寅吉が影武者に使っていた。
西岡 忠（にしおか ただし）
ユニオン・テオーペからの依頼のターゲットである青狼会幹部。関東一円を支配している。
牧野 陽子（まきの ようこ）
声 - 川浪葉子
鬼英会お抱えのディーラー。ギャンブルの腕は超一流で、自分に勝てない男を近づけない性格だった。獠と接しているうちに考えを改め、ついには結婚を申し込もうとする。原作とアニメ版では容姿がやや異なる。
平尾（ひらお）
声 - 屋良有作
鬼英会の若頭。
竜（りゅう）
声 - 鈴置洋孝
高円会に雇われた流れのディーラーで、通称「ヴァンパイア竜」。カードを切りながらカードの順番を全て記憶するという特技を持っている。殺し屋としての顔も持っており、牧野陽子の命を狙う。
高宮（たかみや）
声 - 塩沢兼人
高円会の若頭。

### 敵役
黒崎（くろさき）
声 - 佐藤正治
ブティックの店長だがそれは表向きの顔で、客としてやって来た美女を拉致して海外に「生きたマネキン」として売却する、新宿で続発していた美女蒸発事件の黒幕。
獠が槇村からの依頼で香の行方を捜索していた時、香は彼のブティックを訪れたために拉致されるが、その仕組みを見抜いた獠に乗り込まれる。暗闇の中、獠の居場所を把握できる暗視装置を身に着けて対抗するが、一瞬生じた跳弾の火花で逆に居場所を見抜かれ、暗視装置越しに目を撃ち抜かれて死亡した。それと同時に香も救出される。
アニメ（『1』の第4話）では展開が異なり、暗闇では同様の方法で部下2人が倒されたため、彼は香を連れ去って地下鉄のプラットホームへと逃げ込む。しかし、線路を挟んで向かい側のプラットホームに立った獠の、目の前を通り過ぎる電車の開いた窓を経由して銃弾を撃ちこむという驚異的な射撃術により、持っていた拳銃を撃ち落とされて負傷し、逮捕された。なお、黒崎というのはアニメ版での名前である。
ボス
声 - 井上瑤
槇村が刑事を退職するきっかけとなった、美女ばかりを狙う人身売買組織のボス。
美しい外見をしているが、その正体は「美女に嫉妬する男性」であり、獠はそれに気づかずにベッドインしかけたため、深く落胆する。
最終的には、獠によって手下ともども一網打尽にされることとなった。
銀狐（ぎんぎつね）
声 - 山寺宏一
変装を得意とする暗殺者。ある男を殺害後、偶然自分の姿をカメラに収めた手塚明美を殺害しようとし、同時に彼女の自宅へ侵入して写真などの証拠を処分しようとする。そこへ居合わせた明美の弟・篤を口封じのために殺そうとするが、獠に阻止される。その後、本物のカメラマンを監禁して自身がカメラマンに変装し、明美をスタジオで殺害しようとするも、獠にすべてを見抜かれて逆に煮え湯を飲まされる。
その後、今度は獠に「香を3日以内に殺す」（正確には「お前の恋人を3日以内に殺す」）と予告するが、事態は二転三転して、その香との直接対決に発展し、香の海坊主直伝のトラップで散々な目に遭い、最後は香を狙い撃ちにしようとするも、獠にトリガーの指を吹っ飛ばされ、「これでお前も廃業だな。それともここで死ぬか。」と獠から言われてしまう。
担当声優の山寺は、『1』の第6話での「役者」役を皮切りに、『1』『2』の計114話中半数以上にゲスト出演しており、銀狐役はその中でも大きな役であった。1997年のテレビスペシャル『グッド・バイ・マイ・スイート・ハート』や、2019年の「劇場版シティーハンター 新宿プライベート・アイズ」でのメインゲスト、2019年のフランス制作の実写映画『シティーハンター THE MOVIE 史上最香のミッション』での獠の吹き替えなど、『シティーハンター』とは深い関わりを持っている。
スネーク
声 - 秋元洋介
かつて、海坊主と同じ部隊にいた傭兵で、氷室剛司の部下だった男。部隊を裏切って多くの仲間を死に追いやったため、氷室と海坊主に報復を受ける。
死亡したと思われていたが、実は生存しており、元上官だった氷室の娘である真希を暗殺しようと企む。海坊主が猫を苦手とすることも知っており、直接対峙した際には何匹もの子猫を放って揺さぶりをかけたが、獠の存在に気付かなかったことが仇となり、企みを阻止された。その際獠には「今度俺に会う時までに、『シティーハンター』という名を覚えておくことだ！」と告げられて恐れ戦き、後日獠から送られた航空券を持って、逃げるようにどこかへと去って行き、その後は二度と登場しなかった。
デビット・クライブ
声 - 石丸博也
「地獄のテロリスト」の異名を持つ国際手配犯。元はムンセト公国の情報部長官であったが、ある依頼を受けた獠とマリィーが情報部を壊滅させたことで、身分を剝奪された上に国外追放となる。
数年後、二人に報復するためにまずマリィーの現在のパートナー・エリックを拉致し、マリィーに獠を殺害するよう強要するが、すべての真相を知った獠、マリィー、香、そして海坊主の共同戦線によって返り討ちとなり逮捕され、同時にエリックも救出された。
原作ではこの後、獠がでっちあげるよう冴子に強引に頼んだマリィー誘拐殺人の罪でも逮捕されることとなった。一方アニメ版ではこの件はカットされたが、国際手配されているテロリストであるため、冴子曰く「（クライブは）もう二度と塀の外には出られないでしょうね」とのこと。
担当声優の石丸は、『1』の第1話で演じた連続殺人犯に続き、2度目の敵役を担当。この後『100万ドルの陰謀』でも敵役を担当し、1993年にはジャッキー・チェン主演による実写版『シティーハンター』で、ジャッキー演じる獠の吹き替えを担当した。

## 冴羽獠の赤いミニクーパー
冴羽獠の愛車は赤いモーリス・ミニクーパーMk.I（1964～1967年生産）であり、本作の代名詞ともなっている。長期間生産されていたミニには様々なバリエーションモデルが存在するが、「クーパー」は高性能モデルを指す。詳細はミニ (BMC)#クーパー/クーパーSの項目を参照。
ただし原作では、獠が当初からミニクーパーに乗っていたわけではない。ホンダ・CR-X（初代前期型）やトヨタ・スポーツ800などにも乗っており、初期の頃はCR-Xの登場頻度が比較的高かった。原作31話「愛ってなんですかの巻」（初出1986年、文庫版4巻所収）で、ようやくミニクーパーが初めて登場している。一方、アニメ版では第1話「粋なスイーパー XYZは危険なカクテル」から獠が赤いミニクーパーに乗っている。
2019年にBMW Japanが実施したインタビューによると、作者の北条司が獠の愛車としてミニクーパーを採用したのは「デザインが好みだったため」であり、新宿の狭い道を走り回ったり、獠と香の距離感を縮めて描きたいときに、ミニクーパーの小ささが役に立ったと述べている。北条は当初、ミニクーパーのボディ色はブリティッシュグリーンと考えていたが、アニメでの色指定が赤になったため、それ以降はボディ色が赤ということで定着した。
なお、北条の作品である「キャッツ・アイ」のメインキャラクターである内海俊夫が乗っていた車は、ホンダ・N360をミニクーパー風に改造した「Nクーパー」であった。
獠の愛車がミニのMk.I（初期型、1959～1967年生産）である判別ポイントとして、車外に露出したドアヒンジ、スライド式のフロントサイドウィンドウ、グリル形状、テールランプ形状、小径の10インチホイールなどが挙げられる。また、獠のミニクーパーは左右後ろ側に給油口が1ヶ所ずつ、合計2ヶ所装備されており、Mk.Iのミニクーパーの特徴であるツインタンクを搭載していることがわかる。通常のミニの給油口は左後ろに1ヶ所のみである。
初期型のMk.Iは現在では希少車のため、フランスで制作された実写版映画『シティーハンター THE MOVIE 史上最香のミッション』では、後年の形式であるMk.III（1969～2000年生産）、それも後期の比較的年式の新しいミニクーパーが使用されていた。ただし、原作らしさを出すためにドアミラーを撤去してフェンダーミラーに換装するなど、監督兼主演で本作の大ファンであるフィリップ・ラショーの強いこだわりがうかがえる。
北条は原作の作画資料として、タミヤのプラモデル「モーリス・ミニクーパー1275S Mk.I」（1/24スポーツカーシリーズ No.39、2023年現在は絶版）を参考にしたと見られる。タミヤが取材対象とした実車のミニクーパーは内外装が多数カスタマイズされており、プラモデルも同様の構成となっている。そのため、本作のミニクーパーも、このカスタマイズ箇所（アルミホイール、前後バンパーのオーバーライダー、ステアリングホイール換装、センターマフラーなど）がそのまま絵に反映されていた。
その後、原作やアニメなどでミニクーパーについて複数の設定変更が行われた。「出逢って恋して占っての巻」（初出1987年、文庫版6巻所収）以降、ミニクーパーの屋根がノーマルルーフからキャンバストップに変更されている。「思い出を消して…の巻」（初出1990年、文庫版15巻所収）では、フェンダーミラーが丸形から砲弾型に変更された。
アニメ版では作画監督などの好みによって仕様が度々変わっており、放映回によってはオーバーフェンダーが装着されたERAミニターボ（英語版Wikipedia記事）のように描かれていることもある。
「出逢って恋して占っての巻」ではナンバープレートの文字が描かれており、「歌舞伎町69 あっ 19-19」であることが明らかになった。一方、アニメ版のナンバープレートは「練馬56 さ 32-98」「新宿56 さ 32-98」などで数字は「32-98」となっており、原作のナンバーの数字「69」「19-19」が意味するところの卑わいな意味を薄める努力がなされていた。フランスで製作された実写映画版のナンバープレートもアニメ版に準拠しており、「32-98-NL」となっている。NLは、「シティーハンター」フランス語版で冴羽獠が「Nicky Larson」という名前に設定変更されていたため、その頭文字である。
このミニクーパーは何回破壊されてもいつの間にか元通りに修復されているというマンガらしい表現もあり、「女心を知るものは…の巻」（初出1989年、文庫版12巻所収）では海坊主に助手席の椅子を力ずくで取り外された上に、巨体の海坊主の頭がキャンバストップを破ってしまっている。
2019年以降に再起動したアニメ版に登場するミニクーパーは、原作と以下の相違点がある（過去のアニメ版で設定変更された箇所も含む）。
- フォグランプが2個、フロントバンパーに付いている。（原作ならびにタミヤのミニクーパー(ラリー仕様版除く)はフォグランプなし）
- ホイールがメッシュになっている。（原作ならびにタミヤのミニクーパーとは異なる形状）
- マフラーが2本出しになっている。（原作ならびにタミヤのミニクーパーはセンター1本出し）
- ナンバーが「新宿300 あ 19-19」[注釈 81]に変更された。ミニは本来、車体サイズ・排気量のいずれも日本の5ナンバー登録であり、改造などを行わない限り3ナンバー登録にはならない[注釈 82]。

2024年の鈴木亮平主演によるNetflix実写版では、赤色のモーリス・ミニクーパーMk.Iが使用されている。ナンバーは「新宿500 お 19-19」である。なお、「お」は「あ」「す」「む」と見間違える可能性があることや、「を」と発音が同じであることから、ナンバープレートの仮名文字には使用されない。

## 読切版
『キャッツ♥アイ』の登場人物である神谷真人（ねずみ）をモデルにした凄腕のスイーパーが登場するストーリー『シティーハンター -XYZ-』と、その続編『シティーハンター - ダブル-エッジ -』の2作からなる。
ストーリーの発案は『キャッツ♥アイ』担当編集者だった堀江信彦による。どちらの作品も「女好きで普段は節操がないが、仕事となると超一流で銃の名手」といった獠の基本設定や、獠・香・美人依頼人という物語の基本構造は完成済みであるものの、登場人物の設定や性格などには異なる点も多く、連載作品とは世界設定を共有していないパラレルワールドの話となっている。特に香は、容姿も性格も連載作品とは大きく異なり、男っぽさがまったくない。こうした違いからどちらの作品も連載版の単行本には未収録となり、『天使の贈りもの 北条司短編集［1］』（ジャンプ・コミックス）・『北条司短編集1 シティーハンター -XYZ-』（文庫）に収録された。また、完全版Z巻においても『XYZ』と『ダブルエッジ』の2編に加え、「獠の原点」として真人が活躍する2編が『キャッツ♥アイ』より収録された。
シティーハンター - XYZ -
『週刊少年ジャンプ』1983年18号に愛読者賞用の読切として掲載され、同賞1位に輝いた作品。45ページ。冴羽獠のデビュー作。
依頼は父と共に人間にも効果のある去勢細菌を開発してしまった女性研究者からで、ワクチン開発前に捕まってしまった際には自身を殺害してほしいというもの。
『キャッツ♥アイ』の連載中に描かれた作品であり、作中には喫茶店キャッツ♥アイの店主夫婦として瞳と俊夫らしきモブキャラクターが登場している。なお、読み切り掲載時の依頼の仕方は、掲示板に「清掃人求む」だったが、単行本収録時には連載版と同じものに変えられた。また、本作は設定を連載のものに変更し、アニメでは第2話として放送された。ただし、アニメではこの段階で香がまだ登場していなかった為、香の役回りは槇村秀幸が担っている。
また、アニメ版ラストシーンでは獠をセスナに乗せてしまったが、原作では明かされていなかったものの作者はこの時点ですでに「飛行機事故時のトラウマで飛行機恐怖症」という獠の設定を固めていた。アニメ版スタッフが作者と打ち合わせした段階では修正が困難だったため、この設定はアニメ版『2』終了まで原作にも登場していないし、アニメではこの設定は破棄されている。このときのことは文庫版コミックス第1巻末の解説に詳しい。
シティーハンター - ダブル-エッジ -
『フレッシュジャンプ』1984年2月号に掲載。33ページ。短編集初版では冒頭のネームが落ちている。
依頼は有名女優からで、殺人鬼の役を演じるためにそれを理解しようとして本当に殺人鬼になってしまった恋人である俳優を殺害してほしいというもの。
なお、作者は後に同じく殺人鬼を理解した俳優をモチーフとした短編『THE EYES OF ASSASSIN』を描いている（『Parrot 幸福の人』に収録）。

## アニメ
1987年に『シティーハンター』としてテレビシリーズ化されたのを皮切りに、テレビアニメとしては4度のシリーズ化と3度のスペシャルが放映、またアニメ映画としては3本が発表され、いずれの作品も制作には読売テレビとサンライズが関わっている。2019年には4作目の映画が公開された。アニメシリーズは改変箇所が多く、一部の展開や結末が異なるものがある。また後期に放映された大半がアニメオリジナルエピソードとなっている。
ただし、本作の場合きわめてユニークなのは、一般的なアニメ化作品とは異なり、原作者の北条司自身がアニメの制作に深く関わっている点である。
北条司自身が文庫版18巻の「あとがき」で述べたところによると、北条はアニメ会社（サンライズ）と協業の上、原作の連載中に時間的な問題で取り上げることができなかったストーリーをアニメ版の原案としていることが多く、シナリオ・絵コンテにも北条が相当程度関与しており、アニメ版オリジナルキャラクターのキャラクターデザインも全て北条本人が行っている。この手法は、2019年に本作のアニメ版映画が再起動した後も継続している。
フランスでは『Nicky Larson』のタイトルで放映された。

## 実写映画
著作権管理元の公認作品は1993年公開のジャッキー・チェン主演作品、2019年公開のフィリップ・ラショー主演作品、製作のみが発表されたホァン・シャオミン主演作品のみ。そのほか、無断で作成された非公認作品が2作存在する。フィリップ・ラショー主演作品、ホァン・シャオミン主演作品以外はいずれも香港での製作となっている。作品の詳細については各記事を参照。

### 公認映画
シティーハンター
1993年の香港映画。原題は『城市獵人』。ジャッキー・チェン主演。1993年3月6日、日本公開。ジャッキーがファンから「冴羽獠に似ている」と言われたことがきっかけとなり、製作につながった。
シティーハンター THE MOVIE 史上最香のミッション
2019年2月6日よりフランスで公開されたフランス映画。日本では2019年11月に公開。フィリップ・ラショー監督・主演。原題がフランス語で『ニッキー・ラルソンとキューピッドの香水（Nicky Larson et le Parfum de Cupidon）』になっているが、これはアニメ版がフランスで公開された際の冴羽獠の名前「Nicky Larson」によるもの。
城市獵人
中国全土で公開予定の中国映画。2016年10月11日に会見が行われ、2018年12月以降に中国全土で公開予定と発表されていたが、2020年11月現在公開されていない。ホァン・シャオミン主演。ノース・スターズ・ピクチャーズのほか、アニメ版に参画していた読売テレビなども参画している。
シティーハンター
2024年4月25日にNetflixで公開された日本映画。一部劇場にて2024年9月27日から2週間限定公開された。2022年12月15日に制作発表が行われた。日本では初の実写映画化で、監督は佐藤祐市、脚本は三嶋龍朗、音楽は瀬川英史がそれぞれ担当、鈴木亮平が冴羽 獠役で主演する。槇村香は森田望智、槇村秀幸は安藤政信、野上冴子は木村文乃がそれぞれ演じる。

### 非公認映画
神鳥伝説
1991年の香港映画。原題は『九一神鵰俠侶』。アンディ・ラウ主演。冴羽獠、槇村兄妹、野上冴子、銀狐などに似ているキャラクターが登場。
孟波
1996年の香港映画。日本未公開。マイケル・チョウ主演で、冴羽獠の香港名「孟波」を題名とした作品。

## 実写ドラマ
著作権管理元の公認作品は2011年放送のイ・ミンホ主演作品のみ。そのほか、無断で作成された非公認作品が2作存在する。詳細については記事を参照。
シティーハンター in Seoul
2011年5月25日より放送開始。放送局：韓国SBS、制作：SSD。放送形態20話。ジン・ヒョク監督、ファン・ウンギョン脚本。シリーズを原作としつつも、設定やストーリーが大幅に変更されている。主人公にイ・ミンホ、パク・ミニョンを迎え、韓国を舞台に繰り広げられるアクションストーリー。KARAのメンバー、ク・ハラも出演することで話題を呼んだ。韓国の中高生の間では、原作漫画よりもこちらのドラマ版の知名度のほうが高いとされている。

## 舞台
CITY HUNTER - 盗まれたXYZ -
2021年、宝塚歌劇団雪組により舞台化。主演は彩風咲奈・朝月希和。脚本・演出は齋藤吉正。2021年8月7日〜9月13日に宝塚大劇場で、10月2日〜11月14日東京宝塚劇場で上演。
すみれコードにより「もっこり」を「ハッスル」に置き換えるなど一部の表現を変更している。
|                      | 本公演   | 新人公演   |
| -------------------- | -------- | ---------- |
| 冴羽獠               | 彩風咲奈 | 縣千       |
| 槇村香               | 朝月希和 | 音彩唯     |
| ミック・エンジェル   | 朝美絢   | 彩海せら   |
| 槇村秀幸             | 綾凰華   | 眞ノ宮るい |
| 海坊主（伊集院隼人） | 縣千     | 壮海はるま |
40th FANKS intelligence Days 〜DEVOTION〜
TM NETWORKのライヴツアー。原作・テレビアニメ・「劇場版シティーハンター 天使の涙」を意識したセットリスト・映像演出が施された。公演開始前の会場では「Get Wild」「DEVOTION」「Whatever Comes」のCMが放映された。

## スピンオフ
『今日からCITY HUNTER』
錦ソクラ作。
『月刊コミックゼノン』にて2017年9月号より連載。同年時点でアラフォーだった独身女性が不慮の死を遂げるも、何故か女子高生当時の姿に戻って『シティーハンター』の世界（物語中盤）に転生するという、パロディ色の強い物語。獠と香も登場する。転生者である「西園寺沙織（同人時代のP.N。本名は青山香）」や「桜井真樹（P.N. 東条院百合華）」が現れたことで、ストーリーにない事象も起きるようになり、原作には登場しなかったキャラクター「JJ（ジャック・ジェイムズ）」、彼を含めたユニオン・テノーペによるエンジェル・ダスト実験の被検体「廃棄物（ウェステッド）」が登場する。
『CITY HUNTER外伝 伊集院隼人氏の平穏ならぬ日常』
えすとえむ作。
『コミックタタン』にて2018年4月29日から2021年8月27日まで連載された。美樹と共に喫茶キャッツアイを営む海坊主が、店を訪れる依頼人の悩み相談に応えていく物語を描く。スマートフォンやSNSが登場する、タピオカがブームになっているなど、2020年前後の時代背景で物語が展開される。『シティーハンター』原作終了後の世界を描いているため、『エンジェル・ハート』と異なり香は生存している。獠と香は台詞の中で頻繁に言及されるものの、登場時は後ろ姿やシルエットのみ。

## 書誌情報
1990年代後半に集英社内部でお家騒動が発生したことにより、北条の担当編集者であり「週刊少年ジャンプ」元編集長だった堀江信彦（現：コアミックス代表取締役社長）が集英社を退社し、新会社「株式会社コアミックス」を2000年6月に設立した。北条司、原哲夫、次原隆二（いずれも堀江の担当漫画家）、そして本作アニメ版の冴羽獠役、『北斗の拳』でケンシロウ役を務める声優の神谷明も同社の設立に参画した（詳しくは「コアミックス」「北条司#コアミックスの設立」などを参照）。そのため、2003年頃以降に出版された『シティーハンター』関連出版物の版元は集英社ではなく、コアミックスと親密な関係にある徳間書店になっている。

### 単行本
- 北条司 『シティーハンター』 集英社〈ジャンプ・コミックス〉、全35巻
  1. 「恐怖のエンジェルダストの巻」1986年1月15日第1刷発行、ISBN 4-08-852381-4
  2. 「将軍の罠!の巻」1986年4月15日第1刷発行、ISBN 4-08-852382-2
  3. 「裸足の女優の巻 1986年6月15日第1刷発行、ISBN 4-08-852383-0
  4. 「鐘とともに運命が!の巻」1986年9月15日第1刷発行、ISBN 4-08-852384-9
  5. 「ワン・オブ・サウザンドの巻」1986年12月10日第1刷発行、ISBN 4-08-852385-7
  6. 「哀愁のギャンブラーの巻」1987年2月15日第1刷発行、ISBN 4-08-852386-5
  7. 「危険な国からきた女!の巻」1987年4月15日第1刷発行、ISBN 4-08-852387-3
  8. 「天使のほほえみの巻」1987年6月15日第1刷発行、ISBN 4-08-852388-1
  9. 「思い出の渚の巻」1987年8月15日第1刷発行、ISBN 4-08-852389-X
  10. 「看護婦には手を出すな!の巻」1987年10月15日第1刷発行、ISBN 4-08-852390-3
  11. 「槇村の忘れものの巻」1987年12月9日第1刷発行、ISBN 4-08-852391-1
  12. 「トラブル・スクープの巻」1988年2月15日第1刷発行、ISBN 4-08-852392-X
  13. 「海坊主と足ながおじさんの巻」1988年4月15日第1刷発行、ISBN 4-08-852393-8
  14. 「がんばれ!香ちゃん!!の巻」1988年6月15日第1刷発行、ISBN 4-08-852394-6
  15. 「告白のエアポートの巻」1988年8月15日第1刷発行、ISBN 4-08-852395-4
  16. 「恋人はシティーハンターの巻」1988年10月15日第1刷発行、ISBN 4-08-852396-2
  17. 「暁のMEMORYの巻」1988年12月11日第1刷発行、ISBN 4-08-852397-0
  18. 「海坊主にゾッコン!!の巻」1989年2月15日第1刷発行、ISBN 4-08-852398-9
  19. 「哀しい天使の巻」1989年4月15日第1刷発行、ISBN 4-08-852399-7
  20. 「さよならの向こう側…の巻」1989年6月15日第1刷発行、ISBN 4-08-852400-4
  21. 「ビル街のコールサインの巻」1989年8月15日第1刷発行、ISBN 4-08-852612-0
  22. 「お嬢さんにパイソンを!の巻」1989年10月15日第1刷発行、ISBN 4-08-852613-9
  23. 「明日へのリバイバルの巻」1989年12月10日第1刷発行、ISBN 4-08-852614-7
  24. 「大空の告白の巻」1990年2月15日第1刷発行、ISBN 4-08-852615-5
  25. 「Play it again, Mami! —あの曲をもう一度!—の巻」1990年4月15日第1刷発行、ISBN 4-08-852616-3
  26. 「突然の出会い!!の巻」1990年6月15日第1刷発行、ISBN 4-08-852617-1
  27. 「都会のシンデレラ!!の巻」1990年8月15日第1刷発行、ISBN 4-08-852618-X
  28. 「勝敗の行方!!の巻」1990年10月15日第1刷発行、ISBN 4-08-852619-8
  29. 「伊集院隼人氏の平穏な一日の巻」1990年12月9日第1刷発行発行、ISBN 4-08-852620-1
  30. 「思い出を消して…の巻」1991年2月15日第1刷発行、ISBN 4-08-852191-9
  31. 「ふたりでひとりの心!!の巻」1991年5月15日第1刷発行、ISBN 4-08-852192-7
  32. 「おかしなふたり!!の巻」1991年8月12日第1刷発行、ISBN 4-08-852193-5
  33. 「地獄への出航!!の巻」1991年12月8日第1刷発行、ISBN 4-08-852194-3
  34. 「にせC・H登場!!の巻」1992年2月15日第1刷発行、ISBN 4-08-852195-1
  35. 「FOREVER, CITY HUNTER!!の巻」1992年4月15日第1刷発行、ISBN 4-08-852196-X

- 北条司（原作）・錦ソクラ（作画） 『今日からCITY HUNTER』 徳間書店→コアミックス〈ゼノンコミックス〉、既刊17巻（2025年8月20日現在）
  1. 2018年4月20日発行、ISBN 978-4-19-980488-5
  2. 2018年7月20日発行、ISBN 978-4-19-980503-5
  3. 2019年1月19日発行、ISBN 978-4-19-980543-1
  4. 2019年6月20日発行、ISBN 978-4-19-980574-5
  5. 2019年11月20日発行、ISBN 978-4-19-980604-9
  6. 2020年4月20日発行、ISBN 978-4-86720-113-8
  7. 2020年8月20日発行、ISBN 978-4-86720-162-6
  8. 2021年2月20日発売、ISBN 978-4-86720-193-0
  9. 2021年8月20日発売、ISBN 978-4-86720-250-0
  10. 2022年2月19日発売、ISBN 978-4-86720-302-6
  11. 2022年8月20日発売[40]、ISBN 978-4-86720-403-0
  12. 2023年2月20日発売[41]、ISBN 978-4-86720-468-9
  13. 2023年8月19日発売[42]、ISBN 978-4-86720-536-5
  14. 2024年2月20日発売[43]、ISBN 978-4-86720-622-5
  15. 2024年8月20日発売[44]、ISBN 978-4-86720-679-9
  16. 2025年2月20日発売[45]、ISBN 978-4-86720-740-6
  17. 2025年8月20日発売[46]、ISBN 978-4-86720-794-9

- 北条司（原作）・えすとえむ（作画） 『CITY HUNTER外伝 伊集院隼人氏の平穏ならぬ日常』 竹書房〈バンブーコミックス タタン〉、既刊5巻（2021年10月20日現在）
  1. 2019年1月19日発行（同日発売）、ISBN 978-4-8019-6492-1
  2. 2019年6月20日発行（同日発売）、ISBN 978-4-8019-6645-1
  3. 2020年3月20日発行（3月18日発売）、ISBN 978-4-8019-6896-7
  4. 2020年11月19日発売、ISBN 978-4-8019-7066-3
  5. 2021年10月20日発売、ISBN 978-4-8019-7463-0

### 文庫版
- 北条司 『シティーハンター』 集英社〈集英社文庫〉、全18巻
  1. 1996年6月発行、ISBN 4-08-617161-9
  2. 1996年6月発行、ISBN 4-08-617162-7
  3. 1996年8月発行、ISBN 4-08-617163-5
  4. 1996年8月発行、ISBN 4-08-617164-3
  5. 1996年10月発行、ISBN 4-08-617165-1
  6. 1996年10月発行、ISBN 4-08-617166-X
  7. 1996年12月発行、ISBN 4-08-617167-8
  8. 1996年12月発行、ISBN 4-08-617168-6
  9. 1997年2月発行、ISBN 4-08-617169-4
  10. 1997年2月発行、ISBN 4-08-617170-8
  11. 1997年4月発行、ISBN 4-08-617171-6
  12. 1997年4月発行、ISBN 4-08-617172-4
  13. 1997年6月発行、ISBN 4-08-617173-2
  14. 1997年6月発行、ISBN 4-08-617174-0
  15. 1997年8月発行、ISBN 4-08-617175-9
  16. 1997年8月発行、ISBN 4-08-617176-7
  17. 1997年10月発行、ISBN 4-08-617177-5
  18. 1997年10月発行、ISBN 4-08-617178-3

### 完全版
発行は全て徳間書店（レーベルは徳間コミックス）
- 北条司 『CITY HUNTER COMPLETE EDITION』、全32巻
  1. 2003年12月15日発行、ISBN 4-19-780213-7
  2. 2003年12月15日発行、ISBN 4-19-780214-5
  3. 2004年1月15日発行、ISBN 4-19-780219-6
  4. 2004年1月15日発行、ISBN 4-19-780220-X
  5. 2004年2月14日発行、ISBN 4-19-780224-2
  6. 2004年2月14日発行、ISBN 4-19-780225-0
  7. 2004年3月15日発行、ISBN 4-19-780230-7
  8. 2004年3月15日発行、ISBN 4-19-780231-5
  9. 2004年4月15日発行、ISBN 4-19-780236-6
  10. 2004年4月15日発行、ISBN 4-19-780237-4
  11. 2004年5月15日発行、ISBN 4-19-780242-0
  12. 2004年5月15日発行、ISBN 4-19-780243-9
  13. 2004年6月15日発行、ISBN 4-19-780247-1
  14. 2004年6月15日発行、ISBN 4-19-780248-X
  15. 2004年7月15日発行、ISBN 4-19-780252-8
  16. 2004年7月15日発行、ISBN 4-19-780253-6
  17. 2004年8月16日発行、ISBN 4-19-780257-9
  18. 2004年8月16日発行、ISBN 4-19-780258-7
  19. 2004年9月15日発行、ISBN 4-19-780262-5
  20. 2004年10月15日発行、ISBN 4-19-780268-4
  21. 2004年10月15日発行、ISBN 4-19-780269-2
  22. 2004年11月15日発行、ISBN 4-19-780273-0
  23. 2004年11月15日発行、ISBN 4-19-780274-9
  24. 2004年12月15日発行、ISBN 4-19-780278-1
  25. 2004年12月15日発行、ISBN 4-19-780279-X
  26. 2005年1月15日発行、ISBN 4-19-780283-8
  27. 2005年1月15日発行、ISBN 4-19-780284-6
  28. 2005年2月15日発行、ISBN 4-19-780287-0
  29. 2005年2月15日発行、ISBN 4-19-780288-9
  30. 2005年3月15日発行、ISBN 4-19-780293-5
  31. 2005年3月15日発行、ISBN 4-19-780294-3
  32. 2005年4月15日発行、ISBN 4-19-780298-6
- 『CITY HUNTER COMPLETE EDITION X』2004年9月15日発行、ISBN 4-19-780263-3
- 『CITY HUNTER COMPLETE EDITION Y』2005年5月15日発行、ISBN 4-19-780302-8
- 『CITY HUNTER COMPLETE EDITION Z』2005年6月15日発行、ISBN 4-19-780306-0

### XYZ Edition
- 北条司 『シティーハンター XYZ Edition』 徳間書店〈ゼノンコミックスDX〉、全12巻
  - 全巻購入特典のA[注釈 87]として神風動画によりモーショングラフィックアニメ「獠のプロポーズ」が制作された。アニメ版声優陣の変更はない。

  1. 2015年7月18日発行、ISBN 978-4-19-980281-2
  2. 2015年7月18日発行、ISBN 978-4-19-980282-9
  3. 2015年8月20日発行、ISBN 978-4-19-980291-1
  4. 2015年8月20日発行、ISBN 978-4-19-980292-8
  5. 2015年9月19日発行、ISBN 978-4-19-980297-3
  6. 2015年9月19日発行、ISBN 978-4-19-980298-0
  7. 2015年10月20日発行、ISBN 978-4-19-980307-9
  8. 2015年10月20日発行、ISBN 978-4-19-980308-6
  9. 2015年11月20日発行、ISBN 978-4-19-980315-4
  10. 2015年11月20日発行、ISBN 978-4-19-980316-1
  11. 2015年12月19日発行、ISBN 978-4-19-980322-2
  12. 2015年12月19日発行、ISBN 978-4-19-980323-9

### 小説版
- 集英社〈ジャンプ ジェイ ブックス〉
  - 『CITY HUNTER』外池省二（著者）、1993年4月26日発売、ISBN 4-08-703005-9
  - 『CITY HUNTER 2』稲葉稔（著者）、1997年4月24日発売、ISBN 4-08-703058-X
  - 『CITY HUNTER SPECIAL』天羽沙夜（著者）、1995年12月15日発売、ISBN 4-08-703042-3
    - 1996年のスペシャル『ザ・シークレット・サービス』のノベライズ版。セリフの中にスペイン語が頻繁に登場する。

  - 『CITY HUNTER SPECIAL 2』岸間信明（著者）、1999年4月2日発売、ISBN 4-08-703082-2
    - 1999年のスペシャル『緊急生中継!?凶悪犯冴羽獠の最期』のノベライズ版。アニメではオミットされていた過去のサユリやジャックらとの関係が描かれている。
- 徳間書店〈徳間文庫〉
  - 『劇場版シティーハンター 〈新宿プライベート・アイズ〉 公式ノベライズ』 福井健太/加藤陽一/北条司著、2019年2月8日発売、ISBN 4-19-894435-0
    - 『劇場版シティーハンター 〈新宿プライベート・アイズ〉』（2019年）のノベライズ版。劇場版本編では語られなかった御国の過去が詳細に明かされている。また、香の獠に対する制裁が、ハンマー攻撃制裁から「飛び蹴り」や「カメラの三脚での殴打」など、別の方法に変更されている。また、ドミナッテックに乗り込む際、香が来生三姉妹と共に乗っている飛行機の操縦者が、来生三姉妹の執事的存在である永石定嗣であることが明記されている。

  - 『劇場版シティーハンター 天使の涙 公式ノベライズ』 福井健太/むとうやすゆき/北条司著、2023年9月8日発売、ISBN 4-19-894891-7
    - 『劇場版シティーハンター 天使の涙』（2023年）のノベライズ版。カメオ出演するキャラクターの登場場面が省略されているほか、前作同様、香の獠に対する制裁方法がハンマー攻撃から「蹴り」や「掌底打ち」など、別の方法に変更されている。このほか、現在はロサンゼルスに住むキャッツ・アイの来生三姉妹が日本に一時帰国し、獠、海坊主と共に冒頭のゾルティック社に潜入したきっかけが、差出人不明のメールだったことも述べられている。

### 関連書籍
- ガイド本『シティーハンターパーフェクトガイドブック』2000年1月発行、ISBN 4-08-782038-6
- 短編集『天使の贈りもの 北条司短編集［1］』〈ジャンプ・コミックス〉1988年11月15日発行、ISBN 4-08-871268-4
- 短編集『北条司短編集1 シティーハンター -XYZ- 』〈集英社文庫〉2000年1月18日発行、ISBN 4-08-617304-2
- ガイド本『シティーハンター完全読本』2015年7月25日発行徳間書店〈ロマンアルバム〉、ISBN 978-4-19-720429-8
- ガイド本『シティーハンター 冴羽獠 ぴあ』ぴあ〈ぴあMOOK〉2018年3月26日発行、ISBN 978-4-8356-3422-7
- ガイド本『シティーハンター アニメ全史 ぴあ』ぴあ〈ぴあMOOK〉2023年9月30日発行（2023年8月21日発売）、ISBN 978-4-8356-4448-6

## ドラマCD
CDカセットブック
- シティーハンター ドラマCDブック 恐怖のエンジェルダスト編 (元のタイトルはパートナーに口づけを)
- シティーハンター ドラマCDブック編 哀しい天使

CITY HUNTER dramatic master
1トラックの中で曲の前にミニドラマを挟むスタイルをとっている。
- CITY HUNTER dramatic master - 1989年12月1日発売 CD1枚組 ASIN B00005G4D9
- CITY HUNTER dramatic master II - 1990年1月21日発売 CD2枚組 ASIN B00005G4DD

## ゲーム

### コンシューマーゲーム
ファミコンジャンプ 英雄列伝（ファミリーコンピュータ）
1989年2月15日にバンダイより発売。『週刊少年ジャンプ』のオールスターゲームの1作品として、冴羽獠がプレイヤーキャラクターの一人として、その他の人物も槇村香と野上冴子がサブキャラクターとして、海坊主ファルコンこと伊集院隼人が一般雑魚敵として登場。
シティーハンター（PCエンジン用HuCARD）
1990年3月2日にサンソフトから6300円で発売された。横スクロールのアクションゲーム。
『シティーハンター』単独では唯一の家庭用ゲーム作品となる。
JUMP FORCE（PlayStation 4、Xbox One、Windows、Nintendo Switch）
2019年2月14日にPlayStation 4、Xbox One、Windows版、2020年8月27日にNintendo Switch版がバンダイナムコエンターテインメントより発売。3D対戦アクションゲーム。冴羽獠がプレイアブルキャラクターとして登場。

### モバイルゲーム
シティーハンター 100万人のスイーパー（GREE）
2010年6月29日よりエンタースフィアのソーシャルゲームとしてGREEにて配信開始。同社のGREE向けとしては第一弾となる。駆け出しのスイーパーになって、原作のスイーパー達を相棒にしてさまざまな事件を解決する。
週刊少年ジャンプ オレコレクション!（Android・iOS）
2017年7月6日よりドリコムの開発・運営でバンダイナムコエンターテインメントにより配信開始。登場キャラクターは冴羽獠。
ジャンプチ ヒーローズ（Android・iOS）
2018年3月28日よりワンダープラネットの開発・運営でLINEにより配信開始。シティーハンターからの登場キャラクターは冴羽獠、槇村香が、2018年5月30日から登場。
週刊少年ジャンプ 実況ジャンジャンスタジアム（Android・iOS）
2018年8月2日よりコナミデジタルエンタテインメントにより配信開始。登場キャラクターは冴羽獠。

### 体感型ゲーム
シティーハンター 狙われた天使のレクイエム
2020年1月18日から（当初は、2023年1月17日までの3年間の予定だったが、2024年1月18日までに1年間延長され、その後、2023年12月1日から謎解き中に周遊する店舗リニューアルのためイベントの開催・販売を一時休止した後、2024年4月22日に再開）催された、じぞう屋主催、タカラッシュ！企画制作による東京都武蔵野市吉祥寺を開催地にしたリアル宝探しゲームイベント。参加キットを購入し、謎を解きながら開催地を巡る。Webサイト上で行う仕組みが途中にあるため、インターネットに接続できるスマートフォンが必須だった。
また、封入冊子であるストーリーブック（冴羽獠・海坊主編）12Pに誤植がありタカラッシュ!のサイト上にお詫びと訂正（以下）が載った。
【誤】白猫を見かけた場所１ →【正】白猫を見かけた場所２
【誤】白猫を見かけた場所２ →【正】白猫を見かけた場所１

### パチンコ・パチスロ
2003年10月にサミーから、2009年3月にHEIWAからパチンコ機が、2007年11月に銀座からパチスロ機「パチスロシティーハンター」が発売され、2014年1月にオリンピア (企業)から「パチスロシティーハンター」が発売された。「平和CRシティーハンター」・「オリンピアパチスロシティーハンター」は神谷明はじめオリジナル声優を起用。銀座から発売された「パチスロシティーハンター」は冴羽獠の声が神谷明から子安武人に変更されている。

## その他
- 「X-Y-Z」という名のカクテルは存在し、エピソードの小道具として使われている。
- 堀江や信彦という名前がよく作中に登場する。また、担当編集者の堀江と佐々木尚が結婚生活を嘆く会話を作中でそのまま引用している。